# Cupa Campionilor Europeni 1991-1992
Cupa Campionilor Europeni în sezonul 1991-1992 a fost câștigată de FC Barcelona, care a învins în finală formația Sampdoria.

## Prima rundă
| Echipa #1             | Total  | Echipa #2        | Tur | Retur |
| --------------------- | ------ | ---------------- | --- | ----- |
| Barcelona             | 3–1    | Hansa Rostock    | 3–0 | 0–1   |
| Kaiserslautern        | 3–1    | Etar             | 2–0 | 1–1   |
| Union Luxembourg      | 0–10   | Marseille        | 0–5 | 0–5   |
| Sparta Praga          | (a)2–2 | Rangers          | 1–0 | 1–2   |
| Ħamrun Spartans       | 0–10   | Benfica          | 0–6 | 0–4   |
| Arsenal               | 6–2    | Austria Viena    | 6–1 | 0–1   |
| HJK Helsinki          | 0–4    | Dinamo Kiev      | 0–1 | 0–3   |
| Brøndby               | 4–2    | Zagłębie Lubin   | 3–0 | 1–2   |
| Fram Reykjavík        | 2–2(a) | Panathinaikos    | 2–2 | 0–0   |
| IFK Göteborg          | (a)1–1 | Flamurtari Vlorë | 0–0 | 1–1   |
| Beșiktaș              | 2–3    | PSV Eindhoven    | 1–1 | 1–2   |
| Anderlecht            | 4–1    | Grasshopper      | 1–1 | 3–0   |
| Steaua Roșie Belgrad  | 8–0    | Portadown        | 4–0 | 4–0   |
| Universitatea Craiova | 2–3    | Apollon Limassol | 2–0 | 0–3   |
| Budapesta Honvéd      | 3–1    | Dundalk          | 1–1 | 2–0   |
| Sampdoria             | 7–1    | Rosenborg        | 5–0 | 2–1   |

### Prima manșă
| Barcelona                       | 3–0     | Hansa Rostock |
| ------------------------------- | ------- | ------------- |
| Laudrup 25', 47' Goikoetxea 77' | Detalii |               |

| Kaiserslautern         | 2–0     | Etar |
| ---------------------- | ------- | ---- |
| Funkel 38' (pen.), 73' | Detalii |      |

| Union Luxembourg | 0–5     | Marseille                                        |
| ---------------- | ------- | ------------------------------------------------ |
|                  | Detalii | Papin 11', 31', 85' (pen.) Xuereb 14' Sauzée 44' |

| Sparta Praga | 1–0     | Rangers |
| ------------ | ------- | ------- |
| Němec 20'    | Detalii |         |

| Ħamrun Spartans | 0–6     | Benfica                                            |
| --------------- | ------- | -------------------------------------------------- |
|                 | Detalii | Pacheco 30' Yuran 32', 35', 50', 83' Rui Águas 75' |

| Arsenal                                          | 6–1     | Austria Viena |
| ------------------------------------------------ | ------- | ------------- |
| Linighan 38' Smith 51', 54', 66', 67' Limpar 80' | Detalii | Ogris 56'     |

| HJK Helsinki | 0–1     | Dinamo Kiev  |
| ------------ | ------- | ------------ |
|              | Detalii | Kovalets 32' |

| Brøndby                                         | 3–0     | Zagłębie Lubin |
| ----------------------------------------------- | ------- | -------------- |
| Christofte 53' (pen.) Ekelund 58' Okechukwu 73' | Detalii |                |

| Fram Reykjavík                | 2–2     | Panathinaikos          |
| ----------------------------- | ------- | ---------------------- |
| Ragnarsson 57' Arnþórsson 62' | Detalii | Christodoulou 38', 72' |

| IFK Göteborg | 0–0     | Flamurtari Vlorë |
| ------------ | ------- | ---------------- |
|              | Detalii |                  |

| Beșiktaș           | 1–1     | PSV Eindhoven |
| ------------------ | ------- | ------------- |
| Özdilek 80' (pen.) | Detalii | Ellerman 27'  |

| Anderlecht  | 1–1     | Grasshopper    |
| ----------- | ------- | -------------- |
| Degryse 44' | Detalii | Nemtsoudis 65' |

| Steaua Roșie Belgrad                      | 4–0     | Portadown |
| ----------------------------------------- | ------- | --------- |
| Tanjga 15' Stošić 37' Mihajlović 77', 85' | Detalii |           |

| Universitatea Craiova          | 2–0     | Apollon Limassol |
| ------------------------------ | ------- | ---------------- |
| Popescu 22' (pen.) Agalliu 68' | Detalii |                  |

| Budapesta Honvéd | 1–1     | Dundalk    |
| ---------------- | ------- | ---------- |
| Negrau 82'       | Detalii | McEvoy 30' |

| Sampdoria                                    | 5–0     | Rosenborg |
| -------------------------------------------- | ------- | --------- |
| Lombardo 11', 84' Dossena 26', 57' Silas 76' | Detalii |           |

### A doua manșă
| Hansa Rostock | 1–0     | Barcelona |
| ------------- | ------- | --------- |
| Spies 66'     | Detalii |           |

Barcelona a învins-o pe Hansa Rostock 3–1.
| Etar           | 1–1     | Kaiserslautern |
| -------------- | ------- | -------------- |
| Chervenkov 43' | Detalii | Degen 90'      |

Kaiserslautern a învins-o pe Etar 3–1.
| Marseille                                        | 5–0     | Union Luxembourg |
| ------------------------------------------------ | ------- | ---------------- |
| Papin 15', 46' Angloma 56' Eyraud 60' Xuereb 75' | Detalii |                  |

Marseille a învins-o pe Union Luxembourg 10–0.
| Rangers         | 2 – 1 (a.e.t.) | Sparta Praga      |
| --------------- | -------------- | ----------------- |
| McCall 48', 94' | Detalii        | Nisbet 98' (o.g.) |

Sparta Praga 2–2 Rangers . Sparta Praga s-a calificat cu scorul general de datorită golului marcat în deplasare.
| Benfica                                          | 4–0     | Ħamrun Spartans |
| ------------------------------------------------ | ------- | --------------- |
| Isaías 52' Brito 70' Yuran 73' Paulo Madeira 75' | Detalii |                 |

Benfica a învins-o pe Ħamrun Spartans 10–0.
| Austria Viena     | 1–0     | Arsenal |
| ----------------- | ------- | ------- |
| Stöger 78' (pen.) | Detalii |         |

Arsenal a învins-o pe Austria Viena 6–2.
| Dinamo Kiev                         | 3–0     | HJK Helsinki |
| ----------------------------------- | ------- | ------------ |
| Kovalets 28' Moroz 48' Hrytsyna 72' | Detalii |              |

Dinamo Kiev a învins-o pe HJK Helsinki 4–0.
| Zagłębie Lubin           | 2–1     | Brøndby     |
| ------------------------ | ------- | ----------- |
| Czachowski 60' Grech 73' | Detalii | Vilfort 28' |

Brøndby a învins-o pe Zagłębie Lubin 4–2.
| Panathinaikos | 0–0     | Fram Reykjavík |
| ------------- | ------- | -------------- |
|               | Detalii |                |

Fram Reykjavík 2–2 Panathinaikos . Panathinaikos s-a calificat cu scorul general de datorită golului marcat în deplasare.
| Flamurtari Vlorë | 1–1     | IFK Göteborg |
| ---------------- | ------- | ------------ |
| Daullja 25'      | Detalii | Ekström 68'  |

IFK Göteborg 1–1 Flamurtari Vlorë . IFK Göteborg s-a calificat cu scorul general de datorită golului marcat în deplasare.
| PSV Eindhoven             | 2–1     | Beșiktaș |
| ------------------------- | ------- | -------- |
| Vanenburg 25' Kalusha 74' | Detalii | Tekin 4' |

PSV Eindhoven a învins-o pe Beșiktaș 3–2.
| Grasshopper | 0–3     | Anderlecht         |
| ----------- | ------- | ------------------ |
|             | Detalii | Nilis 8', 24', 82' |

Anderlecht a învins-o pe Grasshopper 4–1.
| Portadown | 0–4     | Steaua Roșie Belgrad                       |
| --------- | ------- | ------------------------------------------ |
|           | Detalii | Ratković 19', 54' Pančev 38' Radinović 87' |

Steaua Roșie Belgrad a învins-o pe Portadown 8–0.
| Apollon Limassol                   | 3–0     | Universitatea Craiova |
| ---------------------------------- | ------- | --------------------- |
| Ptak 10' (pen.) Pesirovic 56', 79' | Detalii |                       |

Apollon Limassol a învins-o pe Universitatea Craiova 3–2.
| Dundalk | 0–2     | Budapesta Honvéd |
| ------- | ------- | ---------------- |
|         | Detalii | Pisont 24', 29'  |

Budapesta Honvéd a învins-o pe Dundalk 3–1.
| Rosenborg  | 1–2     | Sampdoria                     |
| ---------- | ------- | ----------------------------- |
| Strand 83' | Detalii | Vialli 85' Mancini 90' (pen.) |

Sampdoria a învins-o pe Rosenborg 7–1.

## A doua rundă
| Echipa #1            | Total  | Echipa #2        | Tur | Retur     |
| -------------------- | ------ | ---------------- | --- | --------- |
| Barcelona            | (a)3–3 | Kaiserslautern   | 2–0 | 1–3       |
| Marseille            | 4–4(a) | Sparta Praga     | 3–2 | 1–2       |
| Benfica              | 4–2    | Arsenal          | 1–1 | 3–1 (aet) |
| Dinamo Kiev          | 2–1    | Brøndby          | 1–1 | 1–0       |
| Panathinaikos        | 4–2    | IFK Göteborg     | 2–0 | 2–2       |
| PSV Eindhoven        | 0–2    | Anderlecht       | 0–0 | 0–2       |
| Steaua Roșie Belgrad | 5–1    | Apollon Limassol | 3–1 | 2–0       |
| Budapesta Honvéd     | 3–4    | Sampdoria        | 2–1 | 1–3       |

### Prima manșă
| Barcelona            | 2–0     | Kaiserslautern |
| -------------------- | ------- | -------------- |
| Begiristain 41', 53' | Detalii |                |

| Marseille                 | 3–2     | Sparta Praga                         |
| ------------------------- | ------- | ------------------------------------ |
| Waddle 34' Papin 55', 60' | Detalii | Vrabec 63' (pen.) Kukleta 80' (pen.) |

| Benfica    | 1–1     | Arsenal      |
| ---------- | ------- | ------------ |
| Isaías 15' | Detalii | Campbell 18' |

| Dinamo Kiev        | 1–1     | Brøndby     |
| ------------------ | ------- | ----------- |
| Salenko 77' (pen.) | Detalii | Nielsen 12' |

| Panathinaikos              | 2–0     | IFK Göteborg |
| -------------------------- | ------- | ------------ |
| Saravakos 27' Marangos 49' | Detalii |              |

| PSV Eindhoven | 0–0     | Anderlecht |
| ------------- | ------- | ---------- |
|               | Detalii |            |

| Steaua Roșie Belgrad                      | 3–1     | Apollon Limassol |
| ----------------------------------------- | ------- | ---------------- |
| Pančev 16' Lukić 70' Savićević 83' (pen.) | Detalii | Ptak 41'         |

| Budapesta Honvéd          | 2–1     | Sampdoria          |
| ------------------------- | ------- | ------------------ |
| Pisont 52' Cservenkai 72' | Detalii | Toninho Cerezo 56' |

### A doua manșă
| Kaiserslautern             | 3–1     | Barcelona  |
| -------------------------- | ------- | ---------- |
| Hotić 35', 49' Goldbæk 76' | Detalii | Bakero 90' |

Barcelona 3–3 Kaiserslautern . Barcelona s-a calificat cu scorul general de datorită golului marcat în deplasare.
| Sparta Praga         | 2–1     | Marseille |
| -------------------- | ------- | --------- |
| Frýdek 36' Siegl 70' | Detalii | Pelé 86'  |

Marseille 4–4 Sparta Praga . Sparta Praga s-a calificat cu scorul general de datorită golului marcat în deplasare.
| Arsenal   | 1 – 3 (aet) | Benfica                      |
| --------- | ----------- | ---------------------------- |
| Pates 20' | Detalii     | Isaías 36', 109' Kulkov 100' |

Benfica a învins-o pe Arsenal 4–2.
| Brøndby | 0–1     | Dinamo Kiev  |
| ------- | ------- | ------------ |
|         | Detalii | Yakovenko 6' |

Dinamo Kiev a învins-o pe Brøndby 2–1.
| IFK Göteborg             | 2–2     | Panathinaikos             |
| ------------------------ | ------- | ------------------------- |
| Svensson 23' Ekström 37' | Detalii | Saravakos 60', 81' (pen.) |

Panathinaikos a învins-o pe IFK Göteborg 4–2.
| Anderlecht             | 2–0     | PSV Eindhoven |
| ---------------------- | ------- | ------------- |
| Degryse 10' Boffin 90' | Detalii |               |

Anderlecht a învins-o pe PSV Eindhoven 2–0.
| Apollon Limassol | 0–2     | Steaua Roșie Belgrad           |
| ---------------- | ------- | ------------------------------ |
|                  | Detalii | Savićević 48' Lukić 79' (pen.) |

Steaua Roșie Belgrad a învins-o pe Apollon Limassol 5–1.
| Sampdoria                    | 3–1     | Budapesta Honvéd |
| ---------------------------- | ------- | ---------------- |
| Lombardo 10' Vialli 27', 46' | Detalii | Pari 65' (o.g.)  |

Sampdoria a învins-o pe Budapesta Honvéd 4–3.

## Faza grupelor

### Grupa A
| Echipă        | M | V | E | Î | GM | GP | G  | Pct. |
| ------------- | - | - | - | - | -- | -- | -- | ---- |
| Sampdoria     | 6 | 3 | 2 | 1 | 10 | 5  | +5 | 8    |
| Steaua Roșie  | 6 | 3 | 0 | 3 | 9  | 10 | −1 | 6    |
| Anderlecht    | 6 | 2 | 2 | 2 | 8  | 9  | −1 | 6    |
| Panathinaikos | 6 | 0 | 4 | 2 | 1  | 4  | −3 | 4    |

| Sampdoria                        | 2–0                 | Steaua Roșie Belgrad |
| -------------------------------- | ------------------- | -------------------- |
| Nedeljković 7' (o.g.) Vialli 74' | Detalii MatchCentre |                      |

| Anderlecht | 0–0                 | Panathinaikos |
| ---------- | ------------------- | ------------- |
|            | Detalii MatchCentre |               |

| Panathinaikos | 0–0                 | Sampdoria |
| ------------- | ------------------- | --------- |
|               | Detalii MatchCentre |           |

| Steaua Roșie Belgrad             | 3–2                 | Anderlecht            |
| -------------------------------- | ------------------- | --------------------- |
| Ratković 19' Ivić 70' Pančev 88' | Detalii MatchCentre | Lamptey 33' Nilis 55' |

| Panathinaikos | 0–2                 | Steaua Roșie Belgrad |
| ------------- | ------------------- | -------------------- |
|               | Detalii MatchCentre | Pančev 70', 87'      |

| Anderlecht                 | 3–2                 | Sampdoria       |
| -------------------------- | ------------------- | --------------- |
| Degryse 53' Nilis 66', 88' | Detalii MatchCentre | Vialli 26', 63' |

| Steaua Roșie Belgrad  | 1–0                 | Panathinaikos |
| --------------------- | ------------------- | ------------- |
| Mihajlović 53' (pen.) | Detalii MatchCentre |               |

| Sampdoria                | 2–0                 | Anderlecht |
| ------------------------ | ------------------- | ---------- |
| Lombardo 33' Mancini 35' | Detalii MatchCentre |            |

| Steaua Roșie Belgrad | 1–3                 | Sampdoria                                      |
| -------------------- | ------------------- | ---------------------------------------------- |
| Mihajlović 19'       | Detalii MatchCentre | Katanec 34' Vasilijević 41' (o.g.) Mancini 76' |

| Panathinaikos | 0–0                 | Anderlecht |
| ------------- | ------------------- | ---------- |
|               | Detalii MatchCentre |            |

| Sampdoria   | 1–1                 | Panathinaikos |
| ----------- | ------------------- | ------------- |
| Mancini 36' | Detalii MatchCentre | Marangos 27'  |

| Anderlecht                         | 3–2                 | Steaua Roșie Belgrad |
| ---------------------------------- | ------------------- | -------------------- |
| Oliveira 3' Bosman 44' Degryse 82' | Detalii MatchCentre | Pančev 7' Čula 80'   |

### Grupa B
| Echipă       | M | V | E | Î | GM | GP | G  | Pct. |
| ------------ | - | - | - | - | -- | -- | -- | ---- |
| Barcelona    | 6 | 4 | 1 | 1 | 10 | 4  | +6 | 9    |
| Sparta Praga | 6 | 2 | 2 | 2 | 7  | 7  | 0  | 6    |
| Benfica      | 6 | 1 | 3 | 2 | 8  | 5  | +3 | 5    |
| Dinamo Kiev  | 6 | 2 | 0 | 4 | 3  | 12 | −9 | 4    |

| Barcelona                       | 3–2                 | Sparta Praga           |
| ------------------------------- | ------------------- | ---------------------- |
| Amor 14' Laudrup 34' Bakero 61' | Detalii MatchCentre | Vrabec 19' Němeček 64' |

| Dinamo Kiev | 1–0                 | Benfica |
| ----------- | ------------------- | ------- |
| Salenko 29' | Detalii MatchCentre |         |

| Sparta Praga           | 2–1                 | Dinamo Kiev |
| ---------------------- | ------------------- | ----------- |
| Němeček 13' Vrabec 22' | Detalii MatchCentre | Sharan 55'  |

| Benfica | 0–0                 | Barcelona |
| ------- | ------------------- | --------- |
|         | Detalii MatchCentre |           |

| Dinamo Kiev | 0–2                 | Barcelona                 |
| ----------- | ------------------- | ------------------------- |
|             | Detalii MatchCentre | Stoichkov 33' Salinas 66' |

| Benfica            | 1–1                 | Sparta Praga |
| ------------------ | ------------------- | ------------ |
| Pacheco 53' (pen.) | Detalii MatchCentre | Novotný 31'  |

| Barcelona                      | 3–0                 | Dinamo Kiev |
| ------------------------------ | ------------------- | ----------- |
| Stoichkov 60', 81' Salinas 88' | Detalii MatchCentre |             |

| Sparta Praga | 1–1                 | Benfica           |
| ------------ | ------------------- | ----------------- |
| Chovanec 45' | Detalii MatchCentre | Vítor Paneira 29' |

| Sparta Praga | 1–0                 | Barcelona |
| ------------ | ------------------- | --------- |
| Siegl 65'    | Detalii MatchCentre |           |

| Benfica                                  | 5–0                 | Dinamo Kiev |
| ---------------------------------------- | ------------------- | ----------- |
| Brito 25', 62' Isaías 71' Yuran 83', 87' | Detalii MatchCentre |             |

| Dinamo Kiev | 1–0                 | Sparta Praga |
| ----------- | ------------------- | ------------ |
| Salenko 82' | Detalii MatchCentre |              |

| Barcelona                | 2–1                 | Benfica   |
| ------------------------ | ------------------- | --------- |
| Stoichkov 10' Bakero 25' | Detalii MatchCentre | Brito 29' |

## Finala
| Barcelona   | 1–0 (d.p.)          | Sampdoria |
| ----------- | ------------------- | --------- |
| Koeman 112' | Detalii MatchCentre |           |

## Golgheteri
Golgheterii sezonului de Cupa Campionilor Europeni 1991–92 European Cup (excluding qualifying rounds) sunt:
| Loc | Nume               | Echipă               | Goluri |
| --- | ------------------ | -------------------- | ------ |
| 1   | Sergei Yuran       | Benfica              | 7      |
| 1   | Jean-Pierre Papin  | Olympique Marseille  | 7      |
| 3   | Luc Nilis          | Anderlecht           | 6      |
| 3   | Darko Pančev       | Steaua Roșie Belgrad | 6      |
| 3   | Gianluca Vialli    | Sampdoria            | 6      |
| 6   | Isaías             | Benfica              | 5      |
| 7   | Hristo Stoichkov   | Barcelona            | 4      |
| 7   | César Brito        | Benfica              | 4      |
| 7   | Marc Degryse       | Anderlecht           | 4      |
| 7   | Attilio Lombardo   | Sampdoria            | 4      |
| 7   | Roberto Mancini    | Sampdoria            | 4      |
| 7   | Siniša Mihajlović  | Steaua Roșie Belgrad | 4      |
| 7   | Alan Smith         | Arsenal              | 4      |
| 13  | José Mari Bakero   | Barcelona            | 3      |
| 13  | Michael Laudrup    | Barcelona            | 3      |
| 13  | István Pisont      | Budapesta Honvéd     | 3      |
| 13  | Milorad Ratković   | Steaua Roșie Belgrad | 3      |
| 13  | Oleg Salenko       | Dinamo Kiev          | 3      |
| 13  | Dimitris Saravakos | Panathinaikos        | 3      |
| 13  | Petr Vrabec        | Sparta Praga         | 3      |